# Alexandre Baron
Alexandre Baron (ur. 6 grudnia 1994 roku) – francuski kierowca wyścigowy.

## Kariera
Baron rozpoczął karierę w jednomiejscowych samochodach wyścigowych w 2012 roku we Francuskiej Formule 4, gdzie startując w 14 wyścigach zdobył 278 punktów. Już podczas pierwszej rundy na torze w miejscowości Lédenon stanął po raz pierwszy na podium (trzeci w sobotnim wyścigu) oraz wygrał pierwszy wyścig w karierze (niedzielny wyścig). Później Francuz przegrał tylko w czterech wyścigach. Ze wspaniałym dorobkiem 11 pole position, 9 zwycięstw, 8 najszybszych okrążeń i 11 podium został mistrzem serii.
W 2013 roku Baron rozpoczął stary w już bardziej prestiżowych seriach organizowanych w ramach Formuły Renault, tj. Europejskim Pucharze Formuły Renault 2.0 oraz Północnoeuropejskim Pucharze Formuły Renault 2.0. W obu tych seriach podpisał kontrakt z juniorską ekipą ART Grand Prix - ART Junior Team. W żadnej z tych serii jednak nie zdołał zdobyć punktów.

## Statystyki
| Sezon | Seria                                         | Zespół                | Wyścigi | Zwycięstwa | PP | NO | Podium | Punkty | Pozycja |
| ----- | --------------------------------------------- | --------------------- | ------- | ---------- | -- | -- | ------ | ------ | ------- |
| 2012  | Francuska Formuła 4                           | Signatech             | 14      | 9          | 11 | 8  | 11     | 278    | 1       |
| 2013  | Europejski Puchar Formuły Renault 2.0         | ART Junior Team       | 8       | 0          | 0  | 0  | 0      | 0      | NS      |
| 2013  | Północnoeuropejski Puchar Formuły Renault 2.0 | ART Junior Team       | 5       | 0          | 0  | 0  | 0      | 0      | NS      |
| 2013  | Cooper Tires USF2000 Championship             | Afterburner Autosport | 4       | 2          | 1  | 2  | 3      | 0      | NS†     |

† – Baron nie był zaliczany do klasyfikacji.